# 西郷辰弘
西郷 辰弘（さいごう たつひろ、1952年4月13日 - ）は、日本の実業家。株式会社薬王堂ホールディングス創業者・代表取締役社長。

## 人物・来歴
千葉県富津市生まれ。明治大学商学部在学中から起業を志し、卒業後1976年に日立クレジット（のちの日立キャピタル）入社。1977年小田島入社。薬剤師の妻が岩手県に帰郷したのを機に、1978年都南村に都南プラザドラッグを開業。1981年薬王堂設立、同社代表取締役に就任。1991年株式会社に改組し、同社代表取締役社長に就任。東日本大震災で大きな被害を受けるも、復興を進め、震災の3年後には東京証券取引所第一部への上場を果たした。2019年薬王堂ホールディングスに改組し、代表取締役社長に就任。同年日本チェーンドラッグストア協会理事。